# Сангано
Сангано (итал. Sangano) — коммуна в Италии, располагается в регионе Пьемонт, в провинции Турин.
Население составляет 3798 человек (2008 г.), плотность населения составляет 618 чел./км². Занимает площадь 6 км². Почтовый индекс — 10090. Телефонный код — 011.
В коммуне 15 августа особо празднуется Успение Пресвятой Богородицы.

## Демография
Динамика населения:

## Города-побратимы
- Диамантина, Бразилия

## Администрация коммуны
- Официальный сайт: http://www.comune.sangano.to.it